# Teo (parroquia)
Teo (llamada oficialmente Santa María de Teo) es una parroquia española del municipio de Teo, en la provincia de La Coruña, Galicia.

## Entidades de población
Entidades de población que forman parte de la parroquia:
- Agromaior
- Campos
- Fontenlo
- Mallos
- Noceda
- Vilachaíño
- Vilar

## Demografía
| Gráfica de evolución demográfica de Teo entre 2000 y 2019 |
|                                                           |
| Datos según el nomenclátor publicado por el INE.          |